# Konterra
Konterra es un lugar designado por el censo del condado de Prince George, Maryland, Estados Unidos. Según el censo de 2020, tiene una población de 3158 habitantes.
En los Estados Unidos, un lugar designado por el censo (traducción literal de la frase en inglés census-designated place, CDP) es una concentración de población identificada por la Oficina del Censo exclusivamente para fines estadísticos.

## Geografía
Está ubicado en las coordenadas 39°4′51″N 76°53′58″O / 39.08083, -76.89944 (39.080797, -76.899575). Según la Oficina del Censo de los Estados Unidos, tiene una superficie total de 15.87 km², de la cual 15.71 km² corresponden a tierra firme y 0.16 km² están cubiertos de agua.

## Demografía

### Censo de 2020
| Raza                   | Núm. | Porc. |
| ---------------------- | ---- | ----- |
| Afroamericanos         | 1594 | 50.5% |
| Blancos                | 584  | 18.5% |
| Amerindios             | 21   | 0.7%  |
| Asiáticos              | 487  | 15.4% |
| Isleños del Pacífico   | 3    | 0.1%  |
| De otras razas         | 211  | 6.7%  |
| De una mezcla de razas | 258  | 8.2%  |

Del total de la población, el 12.6% son hispanos o latinos de cualquier raza.

### Censo de 2010
Según el censo de 2010, en ese momento había 2527 personas residiendo en la zona. La densidad de población era de 152.76 hab./km². El 29.8% de los habitantes eran blancos, el 50.02% eran afroamericanos, el 0.79% eran amerindios, el 11.99% eran asiáticos, el 4% eran de otras razas y el 3.4% eran de una mezcla de razas. Del total de la población, el 11.2% eran hispanos o latinos de cualquier raza.